# 果升阿
果升阿，漢軍正藍旗人，清朝政治人物。貢生出身。
嘉慶二十年二月，接替诸葛蓉。擔任江蘇荆溪縣知縣。后由程士瑋接任。